# 네덜란드령 안틸레스 휠던
휠던(네덜란드어: gulden)은 네덜란드의 자치령인 퀴라소와 신트마르턴의 통화로 1 휠던은 100 센트(cent, 복수형: centen)로 나뉜다. 2010년에 해체된 네덜란드령 안틸레스의 통화이기도 했으며 아루바는 1986년까지 휠던을 통화로 사용했고
보네르섬과 사바섬, 신트외스타티위스섬은 2011년 1월부로 미국 달러로 대체되었다.
1940년부터 현재까지 1 미국 달러= 1.79 휠던의 고정 환율을 시행하고 있다. 1, 5, 10, 25, 50 센트, 1, 2½, 5 휠던 동전과 5, 10, 25, 50, 100, 250 휠던 지폐가 통용된다.